# Hornsby Bend
Hornsby Bend es un lugar designado por el censo ubicado en el condado de Travis en el estado estadounidense de Texas. En el Censo de 2010 tenía una población de 6.791 habitantes y una densidad poblacional de 1.537,84 personas por km².

## Geografía
Hornsby Bend se encuentra ubicado en las coordenadas 30°14′42″N 97°35′00″O / 30.24500, -97.58333. Según la Oficina del Censo de los Estados Unidos, Hornsby Bend tiene una superficie total de 4.42 km², de la cual 4.42 km² corresponden a tierra firme y (0%) 0 km² es agua.

## Demografía
Según el censo de 2010, había 6.791 personas residiendo en Hornsby Bend. La densidad de población era de 1.537,84 hab./km². De los 6.791 habitantes, Hornsby Bend estaba compuesto por el 48.98% blancos, el 27.21% eran afroamericanos, el 1.83% eran amerindios, el 0.75% eran asiáticos, el 0.09% eran isleños del Pacífico, el 18.33% eran de otras razas y el 2.81% pertenecían a dos o más razas. Del total de la población el 60.21% eran hispanos o latinos de cualquier raza.

## Educación
El Distrito Escolar Independiente de Del Valle gestiona escuelas públicas.